# 马查科斯

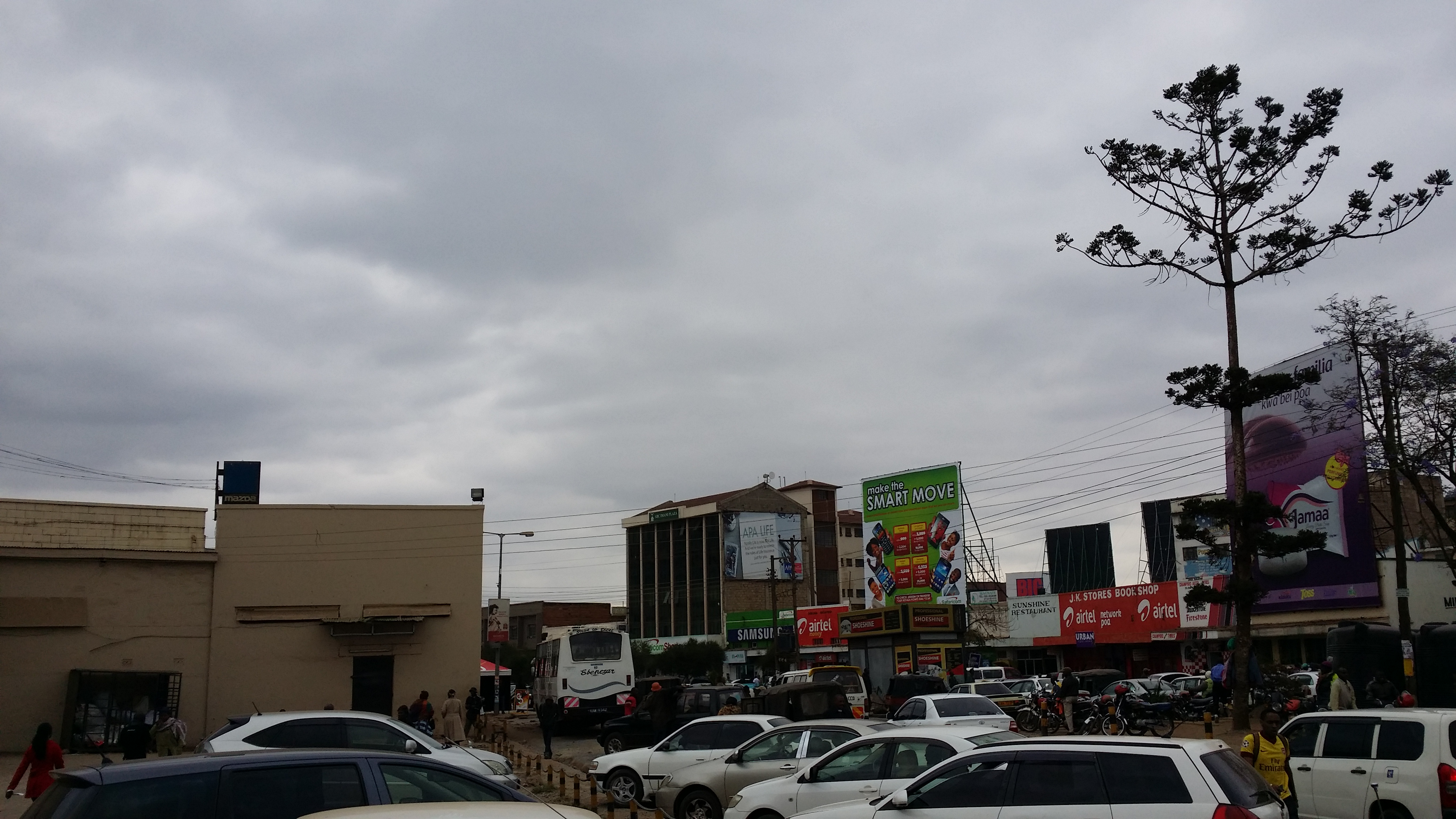
馬查科斯街景

马查科斯，肯尼亚城镇，位于首都内罗毕东南64公里。马查克斯是东部省马查克斯县的首府。总人口192,117 (2009年)。

## 历史
马查科斯为英国殖民时期肯尼亚的第一个首府。